# Dragon Nest: Warriors' Dawn
Dragon Nest: Warriors' Dawn (kinesiska: 龙之谷：破晓奇兵) är en animerad kinesisk fantasi-romantik-äventyrsfilm från 2014 regisserad av Soong Yuefeng och baserad på tv-spelet Dragon Nest.
En uppföljare, Dragon Nest 2: Throne of Elves, släpptes 2016.

## Handling
I Alteria samlas uråldriga ondska krafter för att förgöra jorden. Lambert går med i en grupp frihetskämpar för att besegra ondskan.

## Rollista
| Tecken                | Engelsk röst      | Kinesisk röst  |
| --------------------- | ----------------- | -------------- |
| Lambert               | Charlie Schlatter | Shen Dawei     |
| Liya                  | Blythe Auffarth   | Xu Jiao        |
| Elena                 | Carrie-Anne Moss  | Huang Ying     |
| Varnak / Barnac       | Graham Beckel     | Meng Xianglong |
| Gerrant / Geraint     | Lucas Grabeel     | Sun Ye         |
| Nerwin                | Jessica Tuck      | Ji Guanlin     |
| Velskud               | DW Moffett        | Hu Ge          |
| Kasarana / Karacule   | Blythe Auffarth   | Xia Zitong     |
| Terram / Terramai     | Simon Jaglom      | Shang Hong     |
| Argenta, Silverdraken | Bianca Collins    | Jing Tian      |

## Mottagande

### Box-office
Filmen tjänade in 0,57 miljarder kinesiska yen på den kinesiska marknaden.